# Valkiainen (sjö i Pudasjärvi, Norra Österbotten, Finland)
Valkiainen eller Valkiaisjärvi är en sjö i Finland. Den ligger i kommunen Pudasjärvi i landskapet Norra Österbotten, i den centrala delen av landet, 600 km norr om huvudstaden Helsingfors. Valkiainen ligger 141,4 meter över havet. Den är 14,5 meter djup. Arean är 1,88 kvadratkilometer och strandlinjen är 9,33 kilometer lång. Sjön  ingår i Ijo älvs huvudavrinningsområde. 